# Mahákála
Mahákála (sanskrt, doslova „ochránce dharmy“) je jméno tzv. dharmapály (ochránce) objevujícího se v tibetském a japonském vadžrajánovém buddhismu. V japonském buddhismu je Mahákála známý pod jménem Daikoku, náleží do čtvrté třídy buddhovských aspektů (tenbu) a je řazen mezi tzv. sedm bohů štěstí. V théravádě („Malá cesta“) a mahájáně („Velká cesta“) přijímají buddhisté útočiště ve Třech klenotech – jsou jimi Buddha, dharma a sangha. Ve vadžrajáně („Diamantová cesta“) přijímají praktikující buddhisté útočiště ještě navíc ve Třech kořenech – těmi jsou Lama, jidamy a ochránci. Mahákála patří mezi ochránce na cestě k osvícení, respektive ochránce Buddhova učení – dharmy (v sanskrtu Dharmapála). Jak je pro ochránce dharmy typické, jsou zobrazováni v tzv. hněvivé podobě. Mahákála představuje většinou hněvivý projev soucitu bódhisattvy Avalókitéšvary. Celkem se projevuje v 75 formách, které symbolizují nejrůznější emoce. Často je zobrazován společně se svou družkou Palden Lhamo (tib.).

## Překlad slova
Mahákála je sanskrtské slovo spojené ze slov mahá („velký“) a kála („černý“). Jeho tibetské jméno je Gonpo Phyag (wylie: mGon po phyag).

## Popis
Mahákála se objevuje ve všech školách tibetského buddhismu, můžeme se však setkat s vyobrazením v různých formách, které mají zřetelně různé kvality a aspekty. Je na něj nahlíženo jako na vyzáření buddhovských aspektů, například Avalókitéšvary, (skt., tib. Čenrezig) nebo Čakrasamvary (skt., tib. Korlo Demčog). Mahákála je typicky zobrazován v černé barvě. Stejně jako všechny barvy jsou absorbovány a rozpuštěny v černé barvě, tak se říká, že všechna jména a formy jsou smíseny s Mahákálou, symbolizující jeho všezahrnující, absolutní podstatu. Černá barva může také reprezentovat absenci jakékoli barvy a také v tomto případě to znamená, že podstatou Mahákály je nekonečný prostor. Tento princip je v sanskrtu známý jako „nirguna“ – poza všechny kvality a formy. Mahákála je skoro vždy zobrazován s korunou z lebek, což symbolizuje transformování pěti negativních emocí v pět moudrostí.

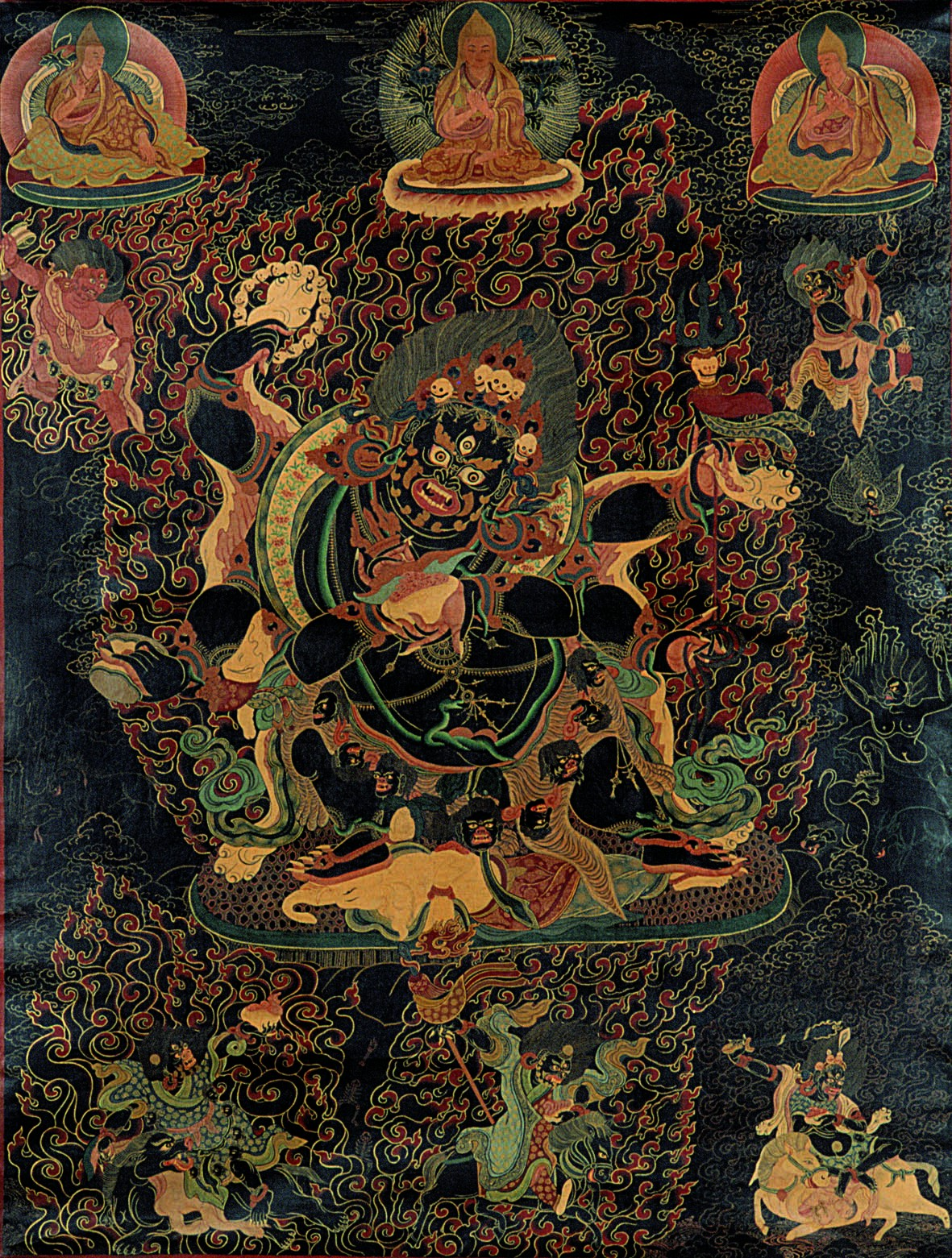
Mahákála

Různé formy Mahákály se od sebe liší různými detaily, nejvýraznější je pravděpodobně různý počet rukou. Existují také Mahákálové bílé barvy s několika hlavami, bez genitálií, stojící na mnoha různých věcech, držících rozličné zbraně v rukách a majících různé ozdoby.

## Manifestace

### Dvouruký Mahákála

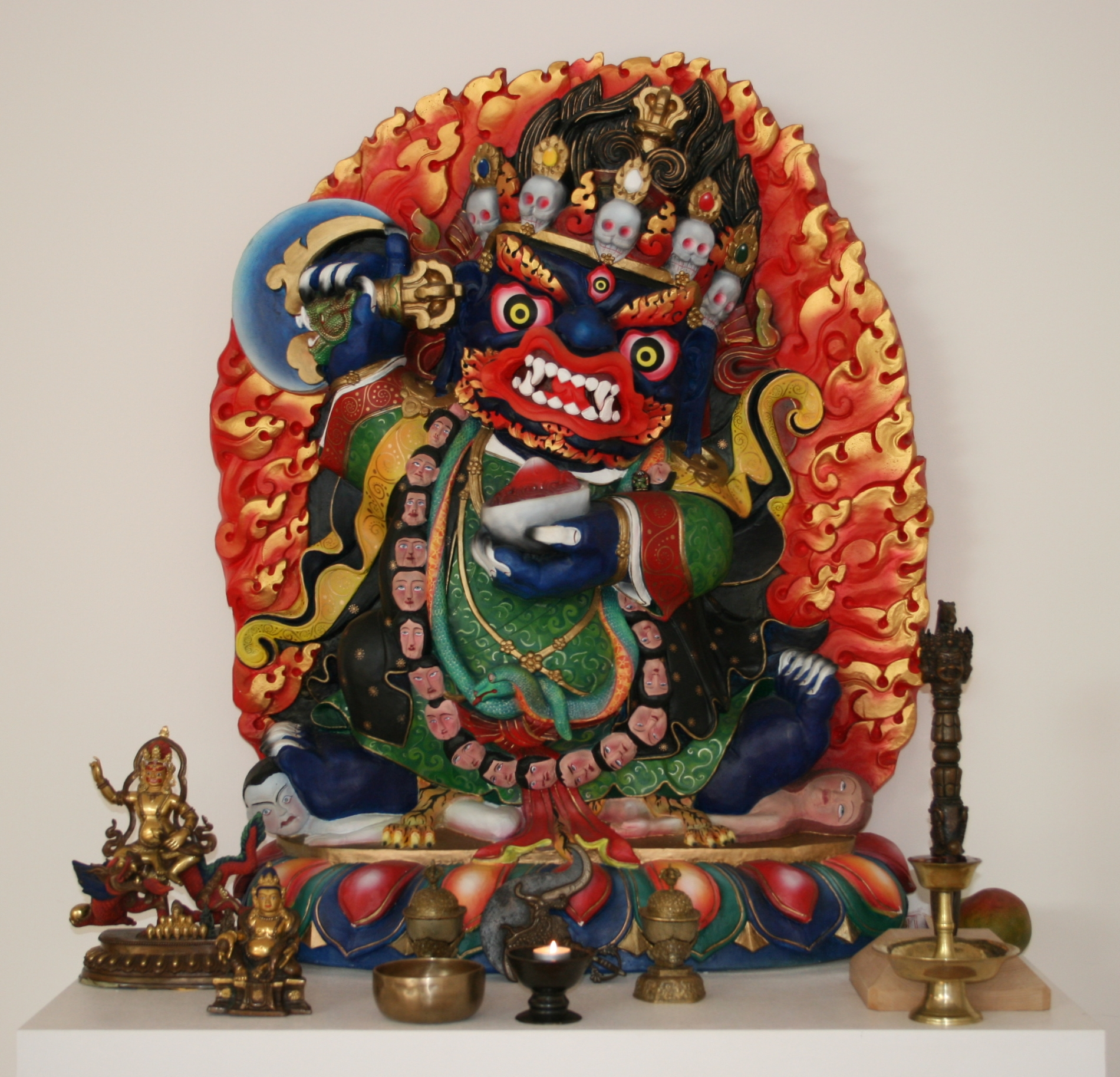
Soška Mahákály Bernag Čhena

Dvouruký Mahákála se nazývá Bernag Čhen (Černý plášť) a je hlavním ochráncem linie Karma Kagjü tibetského buddhismu. Je na něj také nahlíženo jako na hlavního ochránce Karmapů. Dvouruký Mahákála má tři krví podlité oči, vyceněné tesáky, zbraně a náhrdelník z uťatých hlav. Jeho hlava zabírá třetinu jeho výšky a má mohutné svalnaté ruce a nohy. Pod černým pláštěm nosí kostěný ornament nejvyšší radosti a jeho pravá ruka drží sekáček, který odetíná všechny překážky na cestě k osvícení, zatímco miska z lebky v jeho levé ruce obsahuje krev a srdce ega – významem tohoto symbolu je překonání rušivých emocí. Silné tlapy zadupávají připoutanost a žádostivost. Sluneční disk pod ním představuje nejvyšší probuzenou moudrost a plameny, které ho obklopují, vyjadřují intenzitu jeho soucitu.
Dvouruký Mahákála se v hrozivé formě neobjevuje proto, že by byl něčím negativním, ale spíše z důvodu, že znázorňuje sílu, která překonává veškerou negativitu a ničí všechny překážky, které blokují náš duchovní růst. Strašlivý vzhled je volen proto, aby chránil bytosti před utrpením a v podstatě představuje soucit všech buddhů. Síla Černého pláště je ve skutečnosti vedena nejvyšší moudrostí, kterou reprezentuje třetí oko („oko moudrosti”). Pět lebek v koruně na vrcholku hlavy je znakem, že dosáhl nejvyšší moudrosti, která je neoddělitelná od soucitu. Na vyobrazeních jiných buddhovských forem můžeme vidět, že mají koruny z pěti klenotů, které znázorňují pět moudrostí. Lebky v koruně Černého pláště znázorňují stejných pět moudrostí, s důrazem na aspekt přeměny. Dá se říci, že ukazují nevědomost, kterou Mahákála překonal a přeměnil v moudrost. Dvouruká forma Mahákály chrání především mysl.

### Čtyřruký Mahákála
Různé formy čtyřrukého Mahákály (skt. Chatur-bhuja Mahakala, tib. (Wylie): mGon po phyag bzhi pa) jsou hlavními ochránci škol Karma Kagjü a Drikung Kagjü tibetského buddhismu. Čtyřruký Mahákála se objevuje také ve škole Ňingmapa, i když hlavní ochránce jejich nejvyšší nauky – Velké dokonalosti (skt. Mahá Ati, tib. Dzogčhen) je Ékadžati. Čtyři ruce této manifestace Mahákály symbolizují čtyři pozitivní karmy nebo činy, které jsou hlavní aktivitou tohoto buddhovského aspektu:
- 1. Rozpouští nemoci, překážky a nepokoje.
- 2. Posiluje život, dobré vlastnosti a moudrost.
- 3. Přitahuje vše, co potřebují praktikující dharmy a obrací bytosti k dharmě.
- 4. Rozbijí zmatek, pochyby a nevědomost.

Čtyřruká forma Mahákály držící luk, šíp, meč a knihu, je vyzářením bódhisattvy Maňdžušrího a ochraňuje řeč.

### Šestiruký Mahákála
Šestiruký Mahákála (skt: Shad-bhuja Mahakala, tib. (Wylie): mGon po phyag drug pa) je ochránce školy Gelugpa tibetského buddhismu a jeho manifestace je považována za divokou emanaci Milujících očí (skt. Avalókitéšvara, tib. Čenrezig), bódhisattvy soucitu. Jeho symbolika je popisována takto: Šest rukou znamená úspěšné završení šesti vysvobozujících činů, parámit, které jsou praktikovány a přiváděny k dokonalosti bódhisattvy během jejich postupného duchovního tréninku. V rukách drží různé nástroje a zbraně.
Existuje také bílá šestiruká forma Mahákály (skt. Shad-bhuja Sita Mahakala, tib. (Wylie): mGon po yid bzhin nor bu), která je populární ve více školách vadžrajány a také mezi mongolskými buddhisty školy Gelug. V tomto případě je tento Gynkar aspektem bohatství, podporující materiální situaci praktikujících dharmu. Ikonografie a symbolika je rozličná – jeho lebeční miska v ruce obsahuje různé drahokamy, spíše než krev a srdce ega jako u jiných Mahákálů, a hlavu má ozdobenou také drahokamy. Šestiruký Mahákála, který je ochráncem těla, drží málu z lebek, dordže (skt. vadžra), nůž odtínající překážky a kápalu.